# IC 1953
IC 1953 ist eine Balken-Spiralgalaxie mit ausgedehnten Sternentstehungsgebieten vom Hubble-Typ SBc im Sternbild Eridanus südlich des Himmelsäquators. Sie ist schätzungsweise 80 Millionen Lichtjahre von der Milchstraße entfernt und hat einen Durchmesser von etwa 70.000 Lichtjahren. IC 1953 ist Mitglied des Eridanus-Galaxienhaufens. 

Im selben Himmelsareal befinden sich u. a. die Galaxien NGC 1353, NGC 1370, NGC 1377, IC 1962.
Das Objekt wurde im Jahr 1899 vom US-amerikanischen Astronomen DeLisle Stewart entdeckt.